# Mijakinskij rajon
Il Mijakinskij rajon (in russo Миякинский район?) è un municipal'nyj rajon della Repubblica della Baschiria, nella Russia europea.